# Scytodes piyampisi
Espèce
Scytodes piyampisi est une espèce d'araignées aranéomorphes de la famille des Scytodidae.

## Distribution
Cette espèce est endémique du Pará au Brésil,. Elle se rencontre vers Melgaço.

## Description
Le mâle holotype mesure 1,90 mm et la femelle paratype 2,55 mm.

## Publication originale
- Rheims, Barreiros, Brescovit & Bonaldo, 2005 : Notes on spiders of the genus Scytodes Latreille (Arachnida, Araneae, Scytodidae) from the Ferreira Penna Scientific Station, Pará, Brazil. Zootaxa, no 836, p. 1-7.